# Charlotte Brändström
Charlotte Brändström (París, 30 de mayo de 1959) es una cineasta sueca nacida en Francia.

## Biografía
Nacida en París en 1959, Brändström se graduó en el American Film Institute en Los Ángeles. Inició su carrera como asistente de dirección en algunas películas en la década de 1980, y debutó como directora con el filme Un été d'orages en 1989. En 1994 dirigió y escribió la comedia romántica A Business Affair, protagonizada por Carole Bouquet, Jonathan Pryce y Christopher Walken. Acto seguido dirigió telefilmes, películas y series de televisión en Francia, antes de vincularse nuevamente en la década de 2010 con las producciones estadounidenses, donde principalmente ha dirigido episodios de seriados de televisión.
En 2021 se anunció que había dirigido dos episodios de la primera temporada de la serie El Señor de los Anillos, que se estrenará en 2022.

## Filmografía

### Cine y televisión
| Año     | Título                                    | Papel                            | Notas       |
| ------- | ----------------------------------------- | -------------------------------- | ----------- |
| 1984    | The Oasis                                 | Asistente de dirección           |             |
| 1986    | River's Edge                              | Asistente de dirección           |             |
| 1989    | Un été d'orages                           | Directora y escritora            |             |
| 1990    | Sweet Revenge                             | Directora                        |             |
| 1991    | Road to Ruin                              | Directora                        |             |
| 1994    | A Business Affair                         | Directora y escritora            |             |
| 1995    | Ils n'ont pas 20 ans                      | Directora                        | Telefilme   |
| 1996    | Le cheval de coeur                        | Directora                        | Telefilme   |
| 1996    | Magic Horses                              | Directora                        | Documental  |
| 1997    | Julie Lescaut                             | Directora                        | 2 episodios |
| 1998    | Drôle de père                             | Directora                        | Telefilme   |
| 1999    | Le monde à l'envers                       | Directora                        | Telefilme   |
| 1999    | Manège                                    | Directora                        | 1 episodio  |
| 2000    | La femme de mon mari                      | Directora                        | Telefilme   |
| 2001    | Un couple modèle                          | Directora                        | Telefilme   |
| 2001    | Brigade spéciale                          | Directora                        | 3 epidodios |
| 2002    | Une Ferrari pour deux                     | Directora                        | Telefilme   |
| 2002    | Le juge est une femme                     | Directora                        | 1 episodio  |
| 2003    | Une villa pour deux                       | Directora                        | Telefilme   |
| 2003    | Fargas                                    | Directora                        | 1 episodio  |
| 2004    | Julie, chevalier de Maupin                | Directora                        | Miniserie   |
| 2006    | Alerte à Paris !                          | Directora                        | Telefilme   |
| 2006    | Opération Rainbow Warrior                 | Directora                        | Telefilme   |
| 2007    | Le fantôme de mon ex                      | Directora                        | Telefilme   |
| 2007    | Ma fille est innocente                    | Directora                        | Telefilme   |
| 2008    | L'affaire Bruay-en-Artois                 | Directora                        | Telefilme   |
| 2008    | De sang et d'encre                        | Directora                        | Telefilme   |
| 2009    | Aveugle mais pas trop                     | Directora                        | Telefilme   |
| 2010    | Trahie !                                  | Directora                        | Telefilme   |
| 2010    | Les Dames                                 | Directora                        | 1 episodio  |
| 2011    | La loi selon Bartoli                      | Directora                        | 1 episodio  |
| 2012    | Kodnamn Lisa                              | Directora                        | 1 episodio  |
| 2012    | Spelets regler                            | Directora                        | 1 episodio  |
| 2013    | Bleu catacombes                           | Directora                        | Telefilme   |
| 2013    | Wallander                                 | Directora                        | 2 episodios |
| 2014    | Vaugand                                   | Directora                        | 2 episodios |
| 2015    | Chicago P.D.                              | Directora                        | 1 episodio  |
| 2015    | The Disappearance                         | Directora                        | 8 episodios |
| 2016    | Arrow                                     | Directora                        | 1 episodio  |
| 2016    | Grey's Anatomy                            | Directora                        | 1 episodio  |
| 2016    | Tyrant                                    | Directora                        | 1 episodio  |
| 2016    | Madam Secretary                           | Directora                        | 3 episodios |
| 2017    | Outlander                                 | Directora                        | 2 episodios |
| 2017-18 | Colony                                    | Directora                        | 2 episodios |
| 2018    | FBI                                       | Directora                        | 1 episodio  |
| 2018    | Conspiracy of Silence                     | Directora y productora ejecutiva | 8 episodios |
| 2018    | Counterpart                               | Directora                        | 2 episodios |
| 2019    | The Witcher                               | Directora                        | 2 episodios |
| 2020    | The Outsider                              | Directora                        | 1 episodio  |
| 2020    | Away                                      | Directora                        | 2 episodios |
| 2021    | Jupiter's Legacy                          | Directora                        | 2 episodios |
| 2022    | The Lord of the Rings: The Rings of Power | Directora                        | 2 episodios |